# Trận chiến eo biển Shimonoseki
Trận chiến eo biển Shimonoseki (tiếng Nhật:下関海戦, Shimonoseki Kaisen, Hạ Quan hải chiến) là một trận hải chiến diễn ra vào ngày 16 tháng 7 năm 1863, do tàu chiến USS Wyoming của Hải quân Mỹ tiến đánh daimyō (phiên chủ) Mōri Takachika của phiên Chōshū đóng đô tại Shimonoseki.
USS Wyoming dưới sự chỉ huy của Hạm trưởng David McDougal, đã đi vào eo biển và một mình giao chiến với hạm đội Chōshū điều khiển kém cỏi do người Mỹ tạo dựng. Tham chiến trong gần hai giờ trước khi rút lui, McDougal đã kịp đánh chìm hai tàu đối phương và làm hư hại nặng chiếc còn lại, đồng thời gây thương vong cho khoảng 40 người Nhật. Wyoming bị thiệt hại đáng kể với bốn thủy thủ đoàn thiệt mạng và bảy người bị thương.
Chỉ trong một thời gian ngắn, phiên chủ Chōshū đã bắn vào tàu thuyền của hầu hết các quốc gia phương Tây có đặt lãnh sự quán tại Nhật Bản. Trận hải chiến này là màn mở đầu cho sự kiện hạm đội đồng minh ngoại quốc pháo kích Shimonoseki năm 1863-1864 với quy mô lớn hơn. Vụ việc diễn ra khi mà Mạc phủ Tokugawa đang phải đương đầu trước những sự kiện rắc rối liên quan đến ngoại giao từ năm 1854 đến năm 1868, gắn liền với việc Nhật Bản bãi bỏ chính sách bế quan tỏa cảng tiến hành mở cửa thông thương với các cường quốc phương Tây.

## Bối cảnh

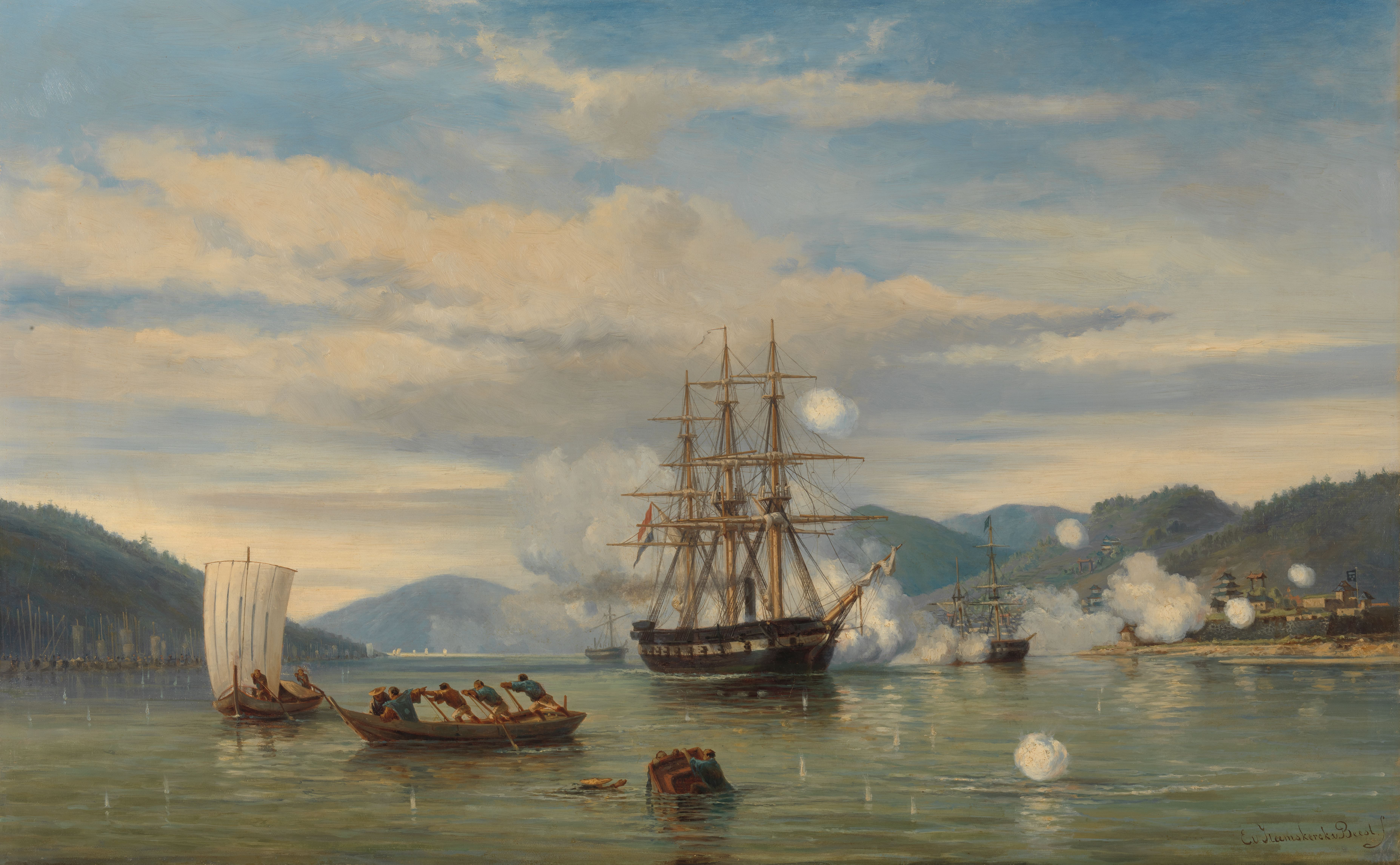
Tàu chiến Hà Lan Medusa đang mở lối đi qua eo biển Shimonoseki

Năm 1863, Thiên hoàng Kōmei, dám đứng lên phá vỡ truyền thống triều đình không can thiệp vào sự vụ của Mạc phủ Tokugawa suốt gần ba thế kỷ qua và bất mãn khi Mạc phủ tự tiện mở cửa thông thương với Mỹ và vài nước châu Âu, Kōmei do chịu ảnh hưởng từ đám công khanh theo phái nhương di quá khích bắt đầu tự mình đóng một vai trò tích cực trong các vấn đề quốc nội, ngày 11 tháng 3 và 11 tháng 4 năm 1863 ông đã cho ban bố "chiếu chỉ nhương di" (攘夷実行の勅命) xuống tất cả các phiên trên toàn cõi Nhật Bản. Tuy vậy chỉ có mỗi phiên Chōshū đóng tại Shimonoseki, dưới quyền phiên chủ Mōri vốn dĩ trung thành với triều đình, mở đầu hành động trục xuất tất cả người nước ngoài vào ngày ấn định là ngày 10 tháng 5 âm lịch. Công khai thách thức Mạc phủ, Mōri bèn ra lệnh cho quân mình nổ súng mà không báo trước đối với tất cả tàu bè nước ngoài nào thản nhiên đi ngang qua eo biển Shimonoseki nằm giữa Honshu và Kyushu.
Hải quân của phiên Chōshū được trang bị hầu hết là những khẩu đại bác cổ, bắn đạn tròn, nhưng cũng có một số vũ khí hiện đại, chẳng hạn như năm khẩu pháo Dahlgren 8 inch (200 mm) được phía Mỹ trao tặng và ba tàu chiến hơi nước do Mỹ chế tạo: tàu ba cột buồm Daniel Webster gắn sáu khẩu pháo, tàu hai cột buồm Kosei gắn mười khẩu pháo (tên ban đầu là  Lanrick), và tàu hơi nước Koshin gắn bốn khẩu pháo (tên ban đầu là Lancefield).

## Diễn biến
Vụ pháo kích đầu tiên xảy ra vào ngày 25 tháng 6 năm 1863. Thương thuyền hơi nước Pembroke của Mỹ, dưới sự chỉ huy của Hạm trưởng Simon Cooper, đang thả neo bên ngoài eo biển Shimonoseki thì bị đánh chặn và bất ngờ bị hai tàu chiến do châu Âu chế tạo thuộc quyền Chōshū bắn phá tới tấp. Thủy thủ đoàn của một tàu địch đã chế nhạo các thủy thủ Mỹ một cách điên cuồng bằng khẩu hiệu, "Tôn hoàng nhương Di!" ("尊皇攘夷", Sonnō jōi). Dưới làn đạn đại bác không ngừng nghỉ, Pembroke tìm đường luồn lách làn đạn pháo và trốn thoát qua eo biển Bungo kề cận, chỉ bị thiệt hại nhẹ và không có thương vong về nhân mạng. Khi đến được Thượng Hải, Cooper đã đệ trình báo cáo về vụ pháo kích này và gửi đến Lãnh sự quán Mỹ đóng ở Yokohama, Nhật Bản.
Ngày hôm sau, 26 tháng 6, tàu hơi nước biệt phái của hải quân Pháp mang tên  Kienchang cũng đang thả neo bên ngoài eo biển thì bị những khẩu pháo của phiên binh Chōshū đặt trước mũi các tàu chiến xung quanh Shimonoseki nổ súng bắn trúng. Chiếc tàu Pháp này kịp chạy thoát với vài hư hại không đáng kể kèm một thủy thủ bị thương.
Ngày 11 tháng 7, bất chấp cảnh báo từ thủy thủ đoàn tàu Kienchang đã có hẹn trước đó, tàu chiến mang 16 khẩu pháo HNLMS Medusa của Hà Lan đã tiến vào eo biển Shimonoseki. Hạm trưởng François de Casembroot tin chắc rằng phiên chủ Mōri sẽ không dám bắn vào tàu của ông do hỏa lực mạnh của con tàu và mối quan hệ lâu đời giữa Hà Lan và Nhật Bản. Nhưng Mōri đã ra lệnh pháo kích Medusa bằng hơn ba mươi quả đạn làm bị thương chín thủy thủ. De Casembroot quá phẫn nộ trước vụ việc này bèn cho bắn trả quân Chōshū và ra lệnh thủy thủ đoàn lái tàu với tốc độ tối đa, vì lo sợ sẽ gây nguy hiểm đến tính mạng của Tổng lãnh sự Hà Lan đang có mặt trên tàu.
Được sự đồng ý của Bộ trưởng Pruyn nhằm phản ứng nhanh chóng rõ ràng trước vụ pháo kích nhắm vào tàu Pembroke, Hạm trưởng David McDougal lập tức khởi sự lúc 4:45 sáng ngày 14 tháng 7 năm 1863, và 15 phút sau tàu Wyoming bắt đầu dong buồm đến eo biển Shimonoseki. Sau chuyến đi kéo dài hai ngày cuối cùng Wyoming cũng tiến vào đảo Himeshima vào tối ngày 15 tháng 7 và thả neo ở ngoài khơi phía nam của hòn đảo đó. Năm giờ sáng hôm sau, Wyoming thả neo và chạy về phía eo biển Shimonoseki vào lúc chín giờ sáng, nạp đạn vào pháo trục và chuẩn bị khai hỏa. Tàu chiến tiến vào eo biển lúc 10 giờ 45 thì ngay sau đó, ba khẩu pháo hiệu phát nổ từ trên đất liền, báo động các khẩu đội pháo ven biển và đoàn tàu của phiên chủ Mori là Wyoming đang đến đây.

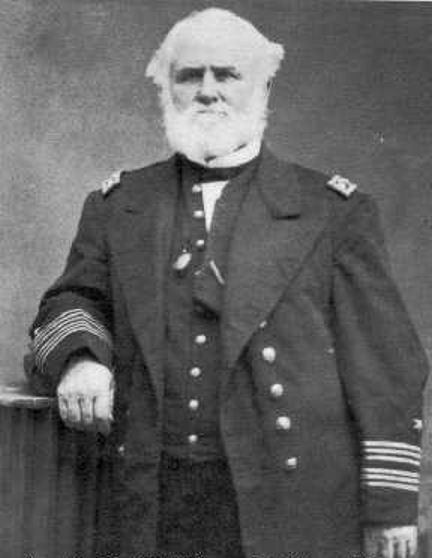
David McDougal, Hạm trưởng tàu USS Wyoming, ảnh chụp khoảng năm 1864–1871

Khoảng 11 giờ 15 phút, sau khi bị các khẩu đội pháo ven biển bắn tới tấp, Wyoming kéo cờ lên và đáp trả bằng khẩu pháo trục 11 inch (280 mm). Trong giây lát phớt lờ những khẩu đội pháo ven biển, McDougal bèn ra lệnh cho thủy thu đoàn lái tàu Wyoming tiếp tục lao về phía một tàu ba cột buồm, một tàu hơi nước, và một tàu hai cột buồm đang thả neo ở ngoài khơi thị trấn Shimonoseki. Trong lúc đó, bốn khẩu đội pháo bờ biển cứ nhắm bắn liên tục thì Wyoming liền đáp trả pháo binh Chōshū với tốc độ pháo kích mau lẹ, trong khi đạn từ mấy khẩu đội pháo bờ biển xuyên qua mạn tàu.
USS Wyoming sau vội lướt qua giữa tàu hai cột buồm và tàu ba cột buồm ngay mạn phải và tàu hơi nước trên cảng, bốc hơi trước tầm bắn của súng lục. Một phát súng từ tàu ba cột buồm hoặc tàu hai cột buồm bắn vào gần khẩu pháo gắn trên mán tàu ngay phía trước của Wyoming, làm thiệt mạng hai thủy thủ và bị thương bốn người. Ở những nơi khác trên con tàu, một lính thủy đánh bộ đã chết do một mảnh đạn văng trúng. Wyoming neo đậu ở vùng nước chưa được thăm dò ngay sau khi tàu băng ngang qua chỗ pháo đài. Đúng lúc đó, chiếc tàu hơi nước của Chōshū đã bị tuột dây cáp và lao thẳng đến Wyoming hòng cố áp sát tàu này. Tuy vậy, Wyoming đã cố gắng thoát ra khỏi vùng nước nông đầy bùn rồi cho mở khẩu pháo Dahlgren 11 inch nhắm hướng tàu đối phương, khai hỏa dữ dội đến mức làm nổ nồi hơi và khiến cả con tàu bắt đầu chìm dần. Wyoming tiếp tục chen vào giữa hai con tàu còn lại của hạm đội Chōshū, bắn phá một cách đều đặn và bài bản. Một số quả đạn pháo còn văng ra ngoài vùng biển và rơi xuống thị trấn Shimonoseki khiến cho vài cư dân bị thương khi đang đứng xem cảnh hải chiến này.
Sau khi bị nã pháo suốt hơn một tiếng đồng hồ liền, Wyoming bèn quay trở lại Yokohama. Con tàu này bị bắn trúng tới 11 lần phải chịu thiệt hại đáng kể đối với cột buồm và khoan tàu. Thương vong trên tàu tương đối nhẹ: bốn người thiệt mạng và bảy người bị thương nặng rồi ít lâu sau cũng qua đời. Điều đáng chú ý ở chỗ Wyoming chính là tàu chiến nước ngoài đầu tiên thực hiện cuộc tấn công hòng duy trì quyền lợi theo đúng bản hiệp ước được ký kết với Mạc phủ. Hai tàu hơi nước bị Wyoming đánh chìm đã được quân Chōshū trục vớt một lần nữa vào năm 1864 và cho cập bến cảng Hagi. Trận chiến này không làm nản lòng phiên Chōshū, do các khẩu đội pháo ven biển vẫn còn nguyên vẹn. Các cuộc pháo kích của tàu bè nước ngoài vẫn tiếp tục. Liệt cường Âu Mỹ về sau kết thành một hạm đội hùng hậu vào năm 1864 nhằm tiến hành pháo kích Shimonoseki với kết quả ép được Chōshū hàng phục và chịu bồi thường chiến phí.